# Warlock (Charmed)
Een warlock is het mannelijk equivalent van een heks. In de Schotse hekserij was warlock een synoniem voor tovenaar. In de Amerikaanse televisieserie Charmed komen warlocks voor, voorgesteld als behorend tot een fictief kwaadaardig ras.

## Geschiedenis
Alle heksen moeten de belangrijkste regel van de Wicca Rede volgen: An it harm none, do as ye will (Doe wat je wil zolang je niemand schaadt). Wanneer een heks deze regel verbreekt en haar magie gebruikt om anderen te kwetsen of kwaad te doen, stapt hij of zij over naar het kwade en wordt een warlock.
Net als een mens wordt een warlock geboren en groeit hij op, weliswaar voortkomend uit twee warlockouders. Maar in tegenstelling tot mensen, bloeden warlocks niet.
Ook bezitten warlocks ogen die extreem gevoelig zijn voor fel licht. Ze worden beschouwd als een van de laagste vormen van het kwade, en er wordt smalend over hen gesproken door hen die een hogere rang bekleden in de hiërarchie van het kwade. Warlocks zijn het duistere equivalent van goede heksen.
Half-warlocks met stervelingen als ouder zijn niet erfelijk demonisch, maar ze kunnen wel overgehaald worden tot het kwaad. Er bestaat een manier om zich van hun warlockzijde te zuiveren, maar het eist een ultieme overgave en verbondenheid aan het goede, zoals het zich laten wijden tot priester. Een half-warlock bezit normale menselijke karaktertrekken, maar beschikt tevens over warlockkrachten.

## Doelen
Warlocks handelen en zien er menselijk uit, maar hebben één specifiek en dodelijk doel: goede heksen doden, en hun krachten stelen. Op het punt van de dood vangt een warlock de magie die van het lichaam van de heks weg zweeft, waardoor men haar mogelijkheden krijgt.
Hun eerste doelwit is de heks, maar ze zijn ook in staat om de magische mogelijkheden van andere wezens die ze vernietigen te stelen, allhoewel ze de toorn van demonen riskeren, als ze de krachten stelen van dienaren van het kwaad.

## Krachten
Net zoals heksen, bezitten warlocks een uitgebreide, wijde variatie aan individuele krachten, net zoals de mogelijkheid om spreuken uit te spreken. De zusjes Halliwell identificeren elk wezen met de kracht van blinking als een warlock. Blinking is de gave om van een plaats naar de andere te gaan door slechts met de ogen te knipperen. Niet alle warlocks hebben deze kracht. Door hun gevoeligheid voor fel licht, zal een felle lichtstraal hen desoriënteren, tijdelijk niet in de mogelijkheid om te blinken. Sommige warlocks bezitten ook de kracht van Shape-Shifting, telekinese, pyrokinese, tijd stilzetten, geheugenabsorptie, energieprojectie en astrale projectie.
De gezamenlijke kracht die warlocks bezitten, is het absorberen van de krachten die eerder toebehoorden aan heksen die ze vernietigd hebben.

## Warlock Tussenrassen
- Collectors: warlocks die de kracht hebben om informatie en kennis draineren door een vingernaald doorboring van de schedel. Ze bezitten ook de kracht om te blinken en zijn onkwetsbaar. Nadat ze informatie uit het hoofd van hun slachtoffers hebben gedraineerd, verliezen de slachtoffers een deel van hun geheugen, en worden ze catatoon. Een collector kan ook informatie terug in iemands hersenen steken waardoor de persoon ontwaakt uit zijn catatone toestand. De grootste zwakte van een collector is zijn dorst naar informatie.

- Draak Warlock: De meest gruwelijke en krachtige heksendoder die er is. Hij heeft de kracht om vuur te spuwen en te vliegen en bezit bovenmenselijke kracht. De draak Warlock is de nakomeling van een tovenares en een draak.

- Familiar Warlock: Wanneer een familielid van een heks om een warlock te worden, mixt ze een serie van toverdrankjes, om een menselijke vorm te krijgen. Het familielid van de heks wordt dan magisch geofferd,

- Drie-ogige Warlock: een warlock uit de toekomst, die een derde oog heeft, waaruit een dodelijke straal komt om zijn slachtoffers te doden.

## Bekende warlocks
- Rex Buckland
- Hannah Webster
- Nicholas
- Jeremy Burns
- Kane (Charmed)
- Brendan, Gregg, en Paul Rowe
- Nigel & Robin
- Anton
- Zile
- Devlin
- Eames
- Shadow
- Bacarra
- Collectors
- Malcom & Jane
- Mathew Tate
- Drie oogige